# Museo nazionale d'arte medievale e moderna della Basilicata
Il Museo nazionale d'arte medievale e moderna della Basilicata è un museo statale italiano, con sede in Palazzo Lanfranchi a Matera.
È una delle due sedi dell'attuale Museo Nazionale di Matera.
Il museo nacque con l'intento di preservare il patrimonio culturale del territorio e non disperdere la memoria e l'identità della comunità materana. Nel dicembre 1994 fu scelta come sede idonea Palazzo Lanfranchi, che ospitava già gli uffici della soprintendenza per i beni artistici e storici della Basilicata. La realizzazione fu dovuta in gran parte a Michele D'Elia, Soprintendente della città di Matera e Direttore dell'Istituto superiore per la conservazione ed il restauro dal 1987 al 1991, e a Salvatore Abita, grazie anche all'interessamento dell'amministrazione comunale e della fondazione Levi. Dopo i lavori necessari all'adeguamento della struttura, il museo aprì il 6 maggio 2003.
Di proprietà del Ministero per i beni e le attività culturali, nel dicembre 2019 è stato unito al Museo archeologico Domenico Ridola per creare un nuovo ente dotato di autonomia speciale, il Museo nazionale di Matera.

## Collezioni
È suddiviso in quattro sezioni:

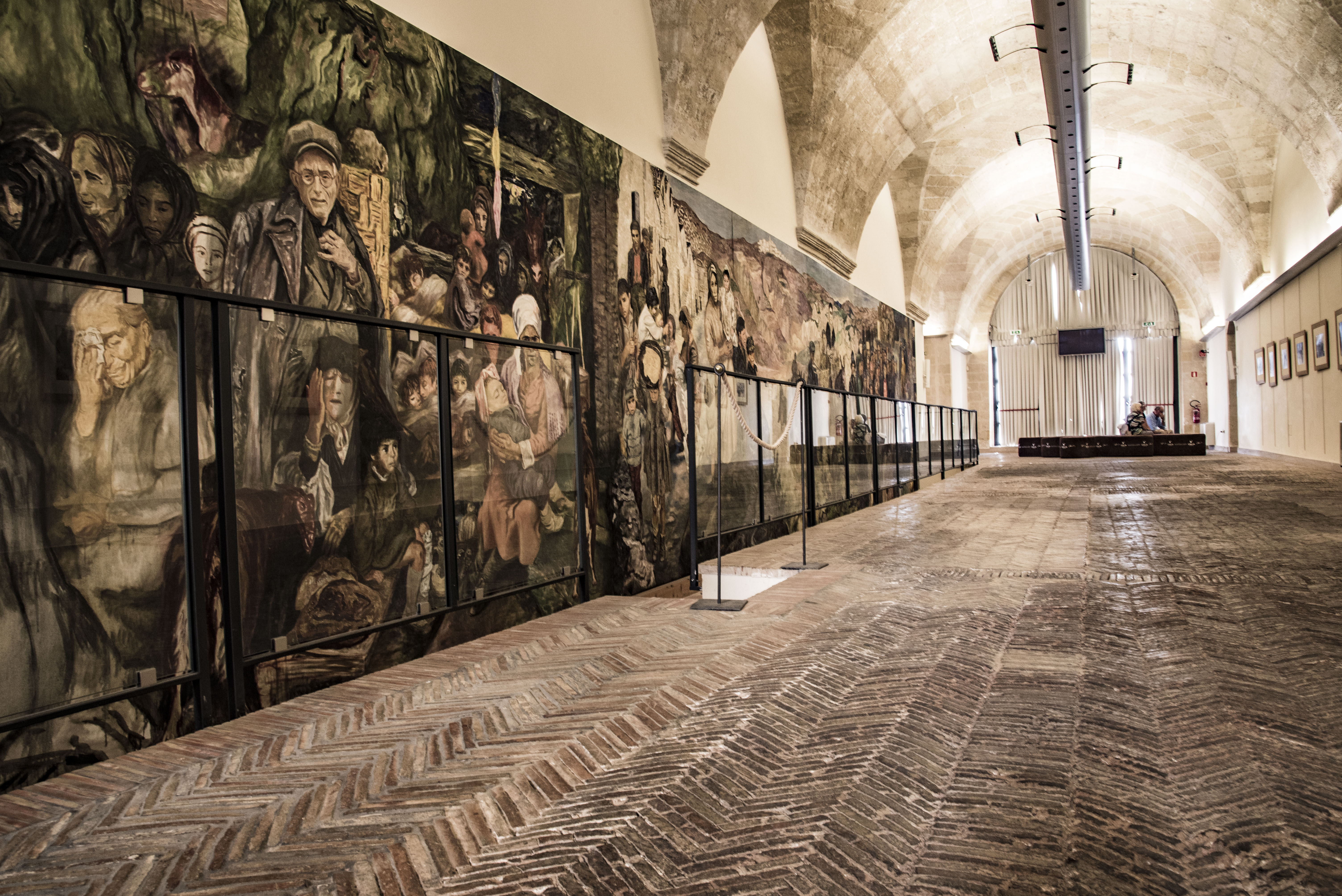
Palazzo Lanfranchi - interno museo nazionale di arte Medievale e Moderna

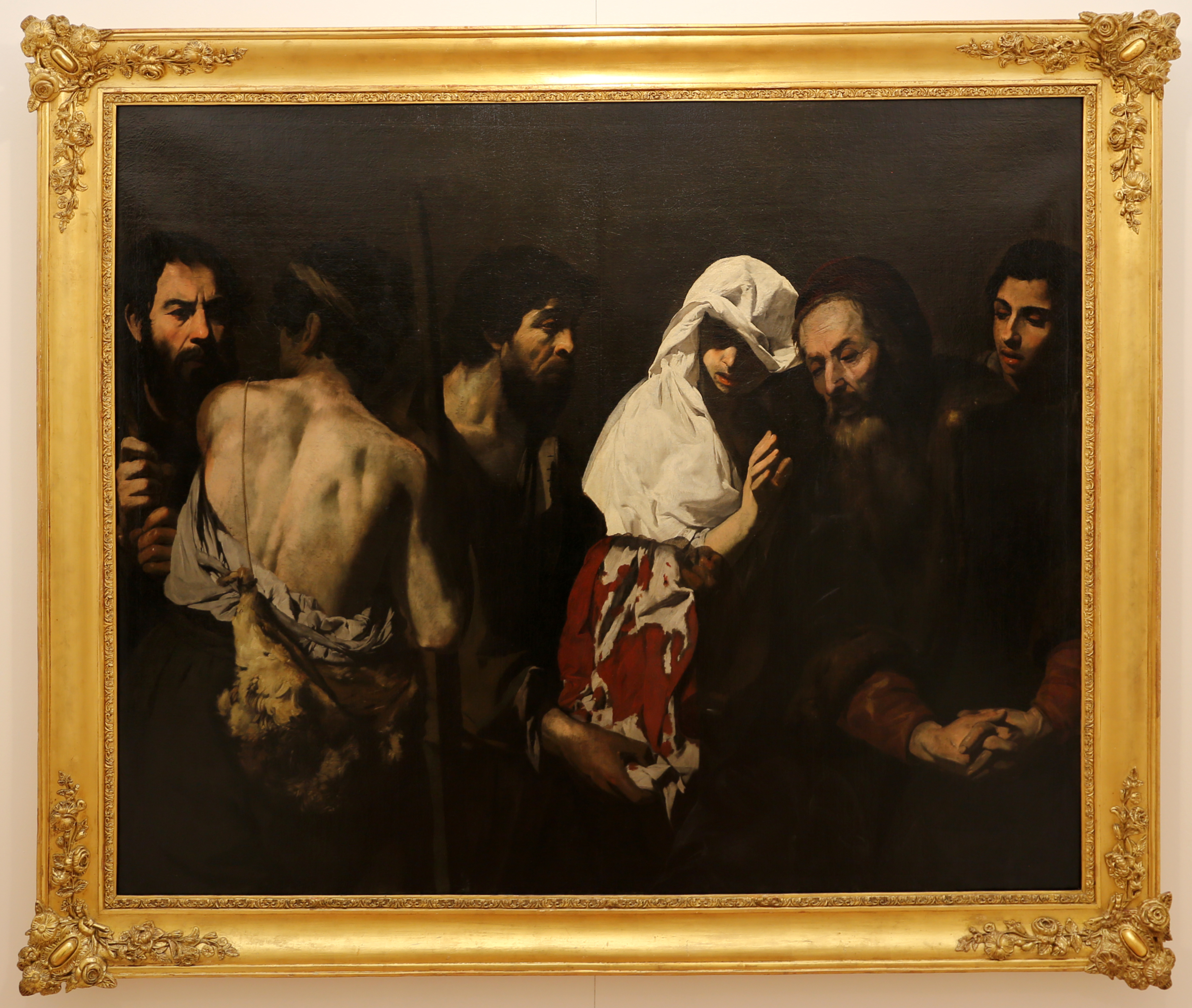
Aniello Falcone, Giacobbe contempla la tunica insanguinata del figlio Giuseppe

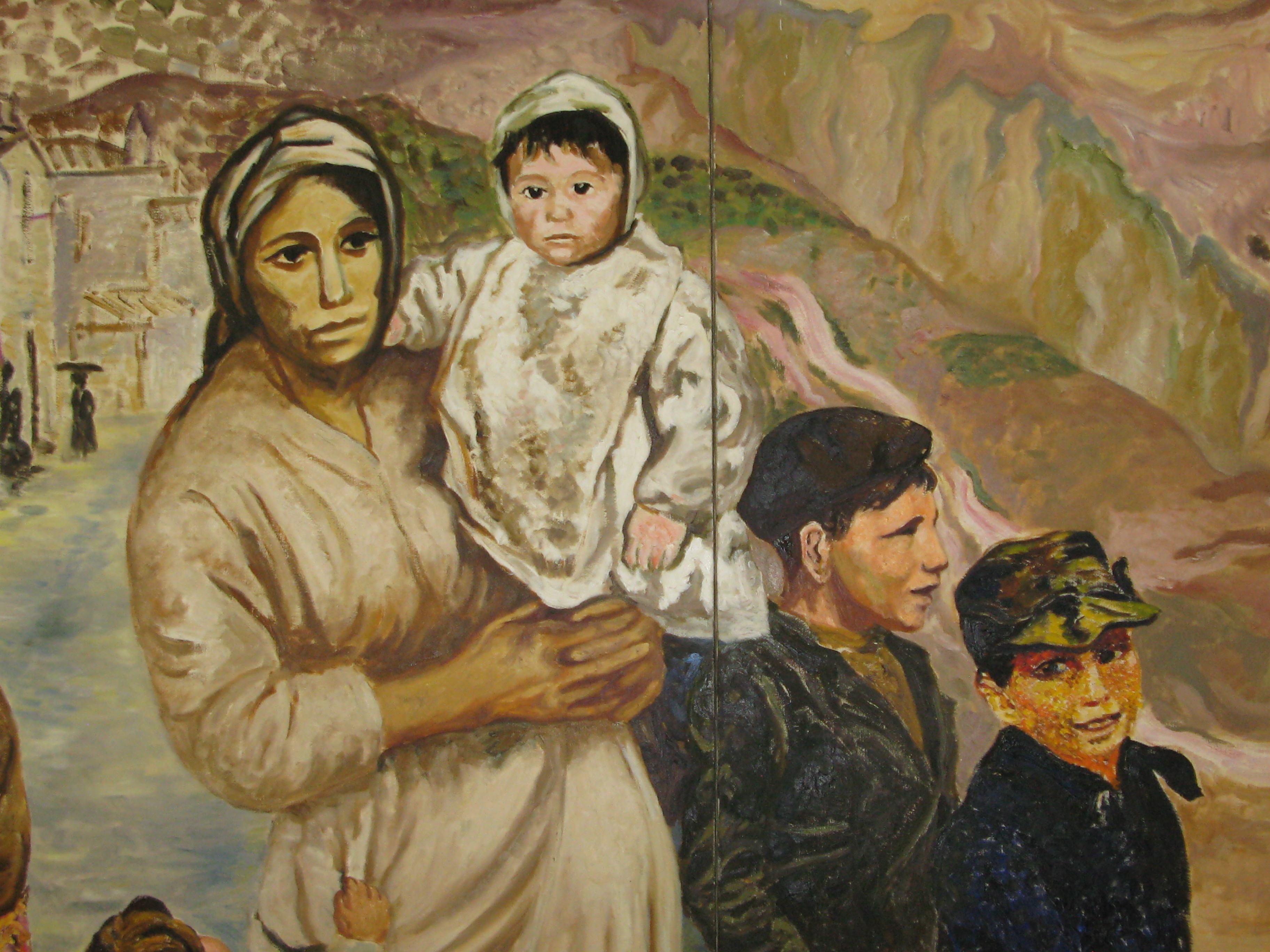
Carlo Levi, Particolare del telero Lucania '61

- Arte Sacra, che contiene capolavori di scultura, pittura e di arte decorativa provenienti dalla Diocesi della Regione che permettono di ricostruire la storia dell'arte in Basilicata dal Medioevo al Settecento. Nonostante si tratti di periodi distanti tra di loro il Museo permette di mettere in relazione il Medioevo condizionato dalle attese millenariste e la modernità caratterizzata da una libera attività creativa.
- Collezionismo, che ospita dipinti di scuola napoletana del Seicento e del Settecento appartenenti all'Ente Morale di Camillo d'Errico di Palazzo San Gervasio, in cui figurano scene di paesaggi,battaglie,nature morte,opere di artisti come Graziani, Trombatore, Coppola, Coccorante, Codazzi, Recco. Essa mira alla creazione di un vero e proprio circuito museale del territorio lucano. Altri autori delle opere presenti nella galleria sono Aniello Falcone, Mattia Preti, Giovan Battista Ruoppolo, Abraham Brueghel, Francesco De Mura e Pietro Bardellino. È conservato anche il dipinto a olio su tela di Luca Giordano, Il giuramento di Bruto dopo il suicidio di Lucrezia[3].
- Arte Contemporanea, che espone la collezione di Carlo Levi (parte dei quali sono concessi in comodato dalla Fondazione Carlo Levi di Roma), costituita da quarantaquattro dipinti che dimostrano l'esperienza artistica del pittore che ha colto con grande forza l'anima della civiltà contadina del Sud come ad esempio i capitelli a stampella della medievale Abbazia Benedettina di Montescaglioso, le lignee Madonne in trono, nelle quali il gotico e il romanico si mescolano, le tavole bizantine, le opere del Rinascimento e del Barocco pervase di sacralità popolare. Si può ammirare il grande pannello Lucania '61, una tela delle dimensioni di m. 18,50 x 3,20 che Carlo Levi dipinse per rappresentare la Basilicata all'Esposizione internazionale Italia '61 di Torino e che dedicò alla memoria di Rocco Scotellaro, poeta lucano simbolo della civiltà contadina; vi sono inoltre opere di Luigi Guerricchio, artista materano del Novecento e opere in terracotta dell'artista di Accettura Rocco Molinari, raffiguranti la festa del Maggio di Accettura.
- Sezione Demoetnoantropologica, con oggetti della cultura materiale e del vivere quotidiano raccolti nel territorio lucano.